# 650 років першій писемній згадці про м. Вінницю (монета)
«650 ро́ків пе́ршій писе́мній зга́дці про м. В́інницю» — ювілейна монета номіналом 5 гривень, випущена Національним банком України. Присвячена адміністративному та промисловому центру, одному з найчарівніших міст Поділля, розташованому на березі річки Південний Буг, — Вінниці, яке вперше згадується під 1363 роком як фортеця.
Монету введено до обігу 28 серпня 2013 року. Вона належить до серії «Стародавні міста України».

## Опис монети та характеристики
| Номінал грн. | Метал      | Маса, г | Діаметр, мм | Якість виготовлення       | Гурт     | Тираж, штук |
| ------------ | ---------- | ------- | ----------- | ------------------------- | -------- | ----------- |
| 5            | нейзильбер | 16,54   | 35          | спеціальний анциркулейтед | рифлений | 30 000      |

### Аверс
На аверсі монети розміщено: угорі малий Державний Герб України, напис півколом «НАЦІОНАЛЬНИЙ БАНК УКРАЇНИ», під яким ліворуч — рік карбування монети — «2013», праворуч — логотип Монетного двору Національного банку України; у центрі — стилізоване зображення прикраси міста — фонтана та його дзеркального відображення (голографічне), унизу — номінал «5 ГРИВЕНЬ».

### Реверс
На реверсі монети розміщено: угорі герб Вінниці, під яким на тлі сувою зображено стилізовану композицію: чорнильницю з пером, архітектурні споруди міста та напис «ВІННИЦЯ», унизу — «ПЕРША ПИСЕМНА ЗГАДКА»/«650»/«РОКІВ».

## Автори

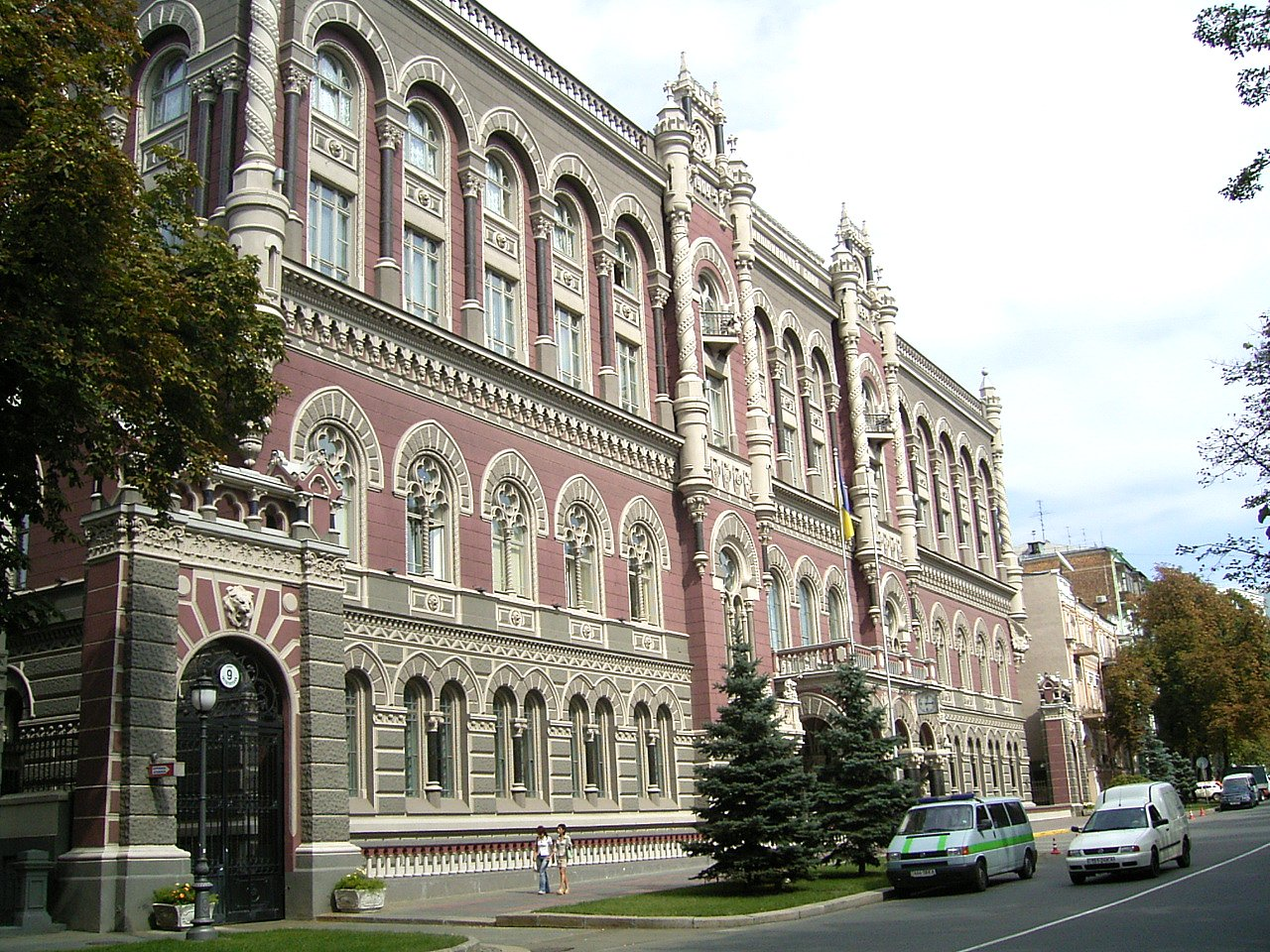
Будівля Національного банку України

- Художники: Володимир Таран, Олександр Харук, Сергій Харук.
- Скульптори: Володимир Атаманчук, Анатолій Дем'яненко.

## Вартість монети
Під час введення монети в обіг у 2013 році, Національний банк України реалізовував монету через свої філії за ціною 20 гривень.
Фактична приблизна вартість монети, з роками змінювалася так:
| Рік        | 2014 | 2015 | 2016 | 2017 | 2018 | 2019 | 2020 | 2021 | 2022 | 2023 | 2024 | 2025 |
| ---------- | ---- | ---- | ---- | ---- | ---- | ---- | ---- | ---- | ---- | ---- | ---- | ---- |
| Ціна, грн. | 30   | 40   | 55   | 80   | 90   | 100  | 105  | 120  | 170  | 360  | 460  | 470  |